# Mas Vallbanera
El Mas Vallbanera és una masia de Castell d'Aro, Platja d'Aro i s'Agaró (Baix Empordà) protegida com a Bé Cultural d'Interès Local.

## Descripció
El conjunt del Mas Vallvanera o Vallbanera està ubicat entre el Puig de Vallvanera i el Pla de Vallvanera. Envoltat de bosc, s'hi accedeix a partir del carrer Romanyà, a l'altura del número 360.
Es tracta d'un grup d'edificacions format per un cos principal compacte i cabanya al qual s'han adossat altres edificacions, de planta baixa o planta baixa i una planta pis. Totes les edificacions son amb coberta inclinada i acabat amb teula. Dins el cos principal es llegeix la presència d'una capella. A la façana sud hi ha una galeria amb terrassa a nivell de planta primera.

## Història
Al segle xv, la part frontal del temple es va enfonsar possiblement per efectes d'un terratrèmol. Posteriorment, aquesta part fou refeta, però les obres, no van solucionar definitivament els danys; per aquest motiu al segle xviii li fou retirat el culte davant l'amenaça de ruïna que ja presentava l'església. A partir d'aquest moment l'edifici va passar a ser utilitzat com a pallissa del veí Mas del Monjo. A l'any 2001, s'efectuaren les obres de consolidació definitiva de l'edifici així com de l'arranjament de l'entorn.